# Citokróm c-oxidáz, II. alegység

Az MT-CO2 helyzete a humán mitokondriális genomban. Az MT-CO2 a 3 citokróm c-oxidáz-alegység mitokondriális génjeinek (narancssárga) egyike.

A citokróm c-oxidáz II az MT-CO2 gén által kódolt fehérje. A citokróm c-oxidáz II, röviden COXII, COX2, COII vagy MT-CO2 a citokróm c-oxidáz második alegysége. Ez a citokróm c-oxidáz mitokondriális DNS (mtDNS) által kódolt 3 alegységének (MT-CO1, MT-CO2, MT-CO3) egyike.

## Szerkezet
A humán MT-CO2 gén a mitokondriális DNS p karján van, és 683 bázispárból áll. 25,6 kDa-os, 227 aminosavas fehérjét kódol. Az MT-CO2 az elektrontranszportlánc citokróm c-ről oxigénre való elektrontranszferben részt vevő komplexének, a citokróm c-oxidáznak (EC 1.9.3.1, más néven IV. komplex) része. Eukariótáknál e komplex a mitokondriális belső membránban van, aerob prokariótáknál a plazmamembránban. Az enzimkomplex alegységeinek száma 3-4-től (prokarióták) 13-ig (emlősök) terjedhet. A citokróm c-oxidáz N-terminális doménje két transzmembrán α-hélixből áll. Az MT-CO2 szerkezete tartalmaz redoxiközpontot és kétmagvú réz-A-központot (CuA) A CuA a 196. és 200. aminosavaknál ciszteinkörben van, a 204.-nél hisztidinen. Egyes bakteriális MT-CO2-kben C-terminális kiterjesztés van egy kovalensen kötött hem c-hez.

## Funkció
Az MT-CO2 gén a citokróm c-oxidáz, a mitokondriális légzés fontos, az oxigént vízzé redukáló részének második alegységét kódolja. Az MT-CO2 egyike a 3 alegységnek, melyek a citokróm c-oxidáz alapját létrehozzák. Fontos az elektronok citokróm c-ről a citokróm c-oxidáz, I. alegység kétfémes központjára való átvitelére kétmagvú réz-A központja révén. 2 szomszédos transzmembrán része van az N-terminusban, és a fehérje fő része a periplazmatikus, illetve a mitokondriális intermembrán térben található. Az MT-CO2 adja a szubsztrátkötő helyet, és kétmagvú réz-A központja feltehetően a citokróm c-oxidáz fő akceptora.

## Klinikai jelentősége

### Mitokondriális komplex IV-hiány
Az MT-CO2 egyes mutációi a mitokondriális citokróm c-oxidáz-hiánnyal állnak kapcsolatban. Sokféle fenotípus jellemző a hiányra izolált miopátiától súlyos sokszervi betegségig. Előfordulhat továbbá például hipertrófiás kardiomiopátia, hepatomegália májdiszfunkcióval, hipotónia, izomgyengeség, edzésintolerancia, késleltetett fejlődés és mentális retardatio. MT-CO2-mutációk okozzák a Leigh-kórt, melyet a citokróm c-oxidáz rendellenessége vagy hiánya okoz.
Számos tünetet találtak patogén MT-CO2-mutációkkal rendelkező betegekben, mely a citokróm c-oxidáz-hiánnyal járt. Egy egynukleotidos deléció (7630delT) következményei reverzibilis afázia, jobb oldali hemiparézis, hemianopszia, edzésintolerancia, progresszív értelmi fogyatékosság és alacsony testmagasság voltak. A 7896G>A nonszensz mutáció alacsony testmagasságot, alacsony testtömeget, mikrokefáliát, bőreltéréseket, súlyos hipotóniát okozott normál reflexekkel. Egy heteroplazmás mutáció, a 7587T>C megváltoztatja az MT-CO2 startkodonját, aminek következménye progresszív ataxia, kognitív sérülés, kétoldali látóideg-elhalás, pigmentretinopátia, csökkent színlátás és enyhe distalis izomatrófia.

### Others
A fiatalkori miopátia, az enkefalopátia, a laktacidózis és a stroke is az MT-CO2 gén következménye lehet.

## Kölcsönhatások
Az MT-CO2 a citokróm c-vel lizingyűrű a karboxilcsoportot tartalmazó hemrész köré helyezésével reagál, valamint a 129. és 19. helyen lévő glutamátot és a 132. helyen lévő aszpartátot felhasználva.

## Fordítás
Ez a szócikk részben vagy egészben  a   Cytochrome c oxidase subunit II című angol Wikipédia-szócikk ezen változatának fordításán alapul.  Az eredeti cikk szerkesztőit annak laptörténete sorolja fel. Ez a jelzés csupán a megfogalmazás eredetét és a szerzői jogokat jelzi, nem szolgál a cikkben szereplő információk forrásmegjelöléseként.